# Тонгерен (окръг)
Тонгерен (на нидерландски: Tongeren) е окръг в Северна Белгия, провинция Лимбург. Площта му е 632 km², а населението – 203 359 души (по приблизителна оценка от януари 2018 г.). Административен център е град Тонгерен.